# Paul von Tiesenhausen (Offizier)

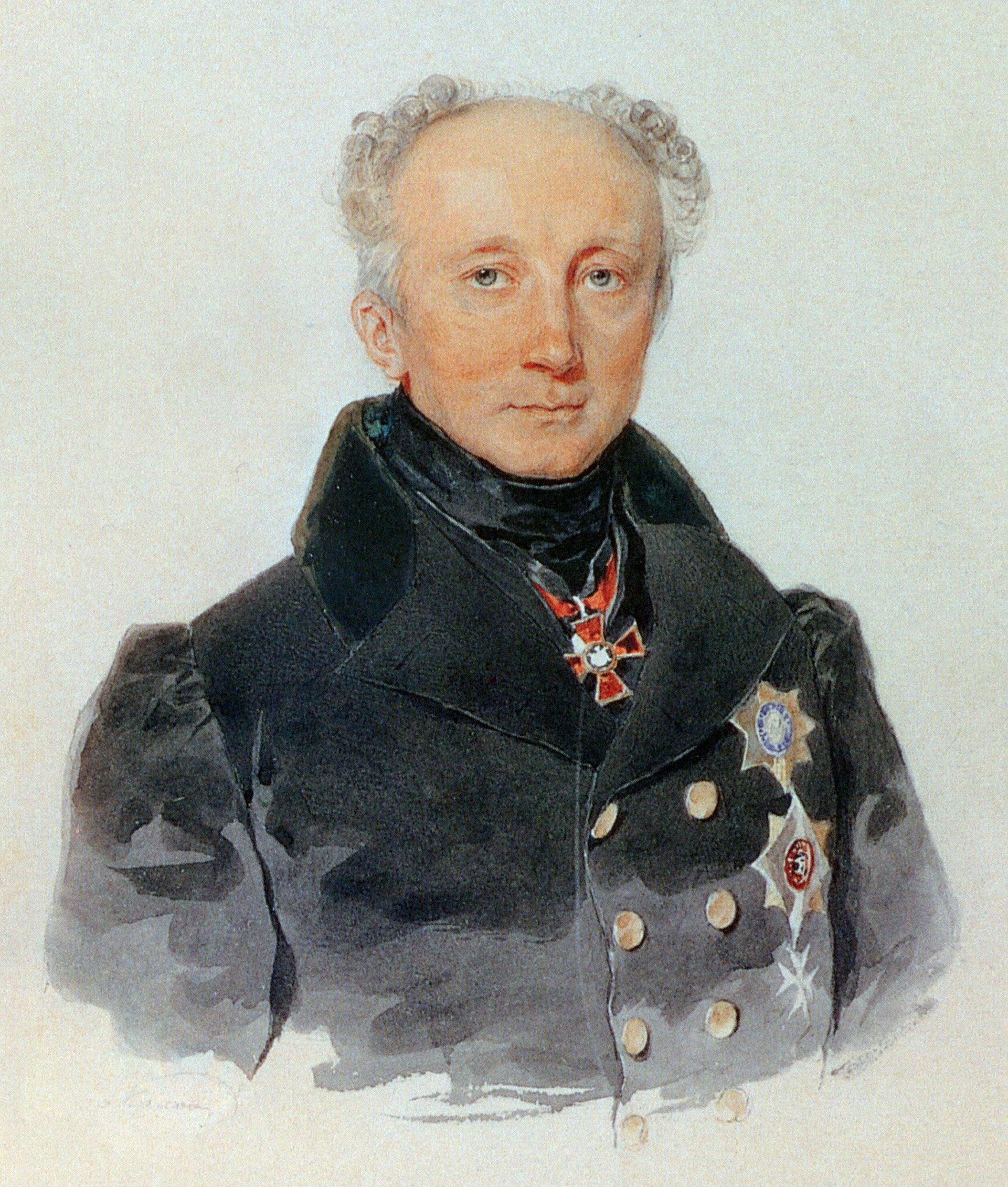

Paul Reichsgraf von Tiesenhausen, russisch Павел Иванович Тизенгаузен (27. Augustjul. / 7. September 1774greg. in Reval; † 30. Novemberjul. / 12. Dezember 1864greg. ebenda) war ein deutschbaltischer Adliger und Offizier der russischen Armee.

## Leben
Paul von Tiesenhausen war der Sohn des Oberhofmeisters Hans Heinrich von Tiesenhausen (1741–1815) und seiner Ehefrau Katharina Friederike von Stackelberg (1753–1826). In die Familie von Tiesenhausen, einer wohlhabenden und einflussreichen Adelsfamilie geboren, wurde er schon im Kindesalter von seinen Eltern zum Militärdienst bestimmt. Er kam in ein Reiterregiment, 1792 erhielt er den Rang eines Fähnrichs, im Jahr 1798 den Rang eines Hauptmanns und wurde Adjutant des Großfürsten Alexander Pawlowitsch, des zukünftigen Zaren.
Er nahm 1799 am Zweiten Koalitionskrieg in Italien und der Schweiz im Hauptquartier vom General-Feldmarschall Alexander Suworow teil. Am 15. Oktober 1800 wurde er zum Generalmajor und Befehlshaber des Musketierregiments ernannt, aber schon am nächsten Tag schied er „wegen schwacher Gesundheit“ aus dem Dienst. 1801 berief Zar Alexander I. ihn zum Kommandanten von Riga und 1802 zum Kommandanten von Reval. 1805 trat Tiesenhausen von diesem Amt zurück.
Im Jahr 1815 ließ er sich in seinem Landgut Sausti (Groß-Sauß) nieder, wurde zum Ritterschaftshauptmann des estländischen Adels gewählt und wurde Mitglied der Kommission zur Befreiung der estländischen Bauern vom Frondienst.
Am 5. November 1827 erhielt er den Titel eines Geheimrates und wurde zum Senator ernannt. Er stand im Dienst von General Alexander von Benckendorff.
Im Jahr 1832 war er im Ausschuss für die Ausarbeitung einer gemeinsamen Charta der Evangelisch-Lutherischen Kirche in Russland tätig. 1833 wurde er zum Präsidenten des Evangelisch-Lutherisches General-Konsistorium gewählt.
Am 5. Dezember 1843 wurde er zum ordentlichen Geheimrat ernannt. Am 21. April 1845 trat er auf eigenen Wunsch in den Ruhestand.

## Familie
Paul von Tiesenhausen heiratete am 8. Oktober 1803 die Gräfin Julia von der Pahlen (1782–1862), Tochter des Generals Peter Ludwig von der Pahlen und der Baroness Juliana von Schepping, und wurde Vater von drei Söhnen und vier Töchtern:
- Helene von Tiesenhausen (1804–1889)
- Adelheid von Tiesenhausen (1807–1833),
- Alexander Eduard von Tiesenhausen (1809–1884),
- Natalie von Tiesenhausen (1810–1899),
- Ferdinand Paul von Tiesenhausen (1811–1870),
- Julie von Tiesenhausen (1813–1889)
- Hans Heinrich Peter von Tiesenhausen (1815–1860)